# Старомаяківська сільська територіальна громада
Старомаяківська сільська територіальна громада — територіальна громада в Березівському районі Одеської області України. Населення громади становить 4559 осіб, адміністративний центр — с. Старі Маяки.

## Історія
27 травня 2020 р. Кабінетом міністрів України був затверджений перспективний план громади в рамках адміністративно-територіальної реформи.
Перші вибори відбулися 25 жовтня 2020 року.

## Склад громади
До складу входить 18 сіл:
- Буци
- Вікторівка
- Докторове
- Зірка
- Золочівське
- Лідівка
- Мар'ївка
- Миколаївка
- Нові Маяки
- Новоандріївка
- Новопавлівка
- Преображенка
- Січневе
- Скосарівське
- Старі Маяки
- Тимофіївка
- Чорний Кут
- Якимів Яр